# 茸毛赤瓟
茸毛赤瓟（学名：Thladiantha cordifolia var. tomentosa）为葫芦科赤瓟属下的一个变种。

## 扩展阅读
- 維基物種上的相關：茸毛赤瓟